# Ribeaucourt (Mosa)
Ribeaucourt è un comune francese di 106 abitanti situato nel dipartimento della Mosa nella regione del Grand Est.

## Società

### Evoluzione demografica
Abitanti censiti